# Fraterna Unio din 1437
Fraterna Unio (în română Uniunea Frățească), cunoscută sub numele de Unio Trium Nationum (în română Uniunea celor trei neamuri) deși părțile semnatare au fost patru, a fost un pact de alianță mutuală militară și politică încheiat pe parcursul Răscoalei de la Bobâlna în data de 16 septembrie 1437 între marea nobilime maghiară din Transilvania, clerul catolic, orășenii sași și secui (pe atunci aparținând vechiului Regat maghiar). Înțelegerea a fost semnată la Căpâlna, aflată pe atunci în Comitatul Dăbâca.
Uniunea a fost încheiată ca o consecință la Răscoala de la Bobâlna. După ce au precizat care va fi modul de aprovizionare a armatei în timp de război, cei care au inițiat pactul au hotărât ca atunci când una dintre părți va fi atacată și va cere ajutor ceilalți să fie datori să-i dea ajutor. Deși înțelegerea este cunoscută în istorie sub numele de "Unio Trium Nationum", această sintagmă nu apare ca atare în textul pactului, ci ca Fraterna Unio. 
Uniunea a stabilit eliminarea completă a iobagilor, cei mai mulți aparținând  etniei majoritare române, din viața politică și socială din Transilvania, deși iobagii formau vasta majoritate a populației transilvane. Noile orânduiri s-au consolidat în dauna dreptului strămoșesc românesc care dispare treptat. Poziția românilor transilvăneni, marea majoritate dintre ei iobagi, a fost din ce în ce mai dificilă, deoarece Unio Trium Nationum excludea în mod tacit grupul etnic român (Universitas Valachorum) din Uniune și de la orice formă de participare politică sau socială. Românii erau considerați în Transilvania, conform cu prevederile înscrise în actul "Unio Trium Nationum" (Fraterna Unio) o națiune "tolerată", acest statut fiind menținut până la desființarea iobăgiei și a sistemului politic medieval în timpul împăratului romano-german Iosif al II-lea înainte de 1800.
La 2 februarie 1438, s-a întrunit la Turda Adunarea Generală a nobilimii maghiare din Transilvania, care a aprobat documentul ”Unio Trium Nationum” (Fraterna Unio).